# Cataphrodisium superbum
Cataphrodisium superbum là một loài bọ cánh cứng trong họ Cerambycidae.